# Pancor Jackhammer

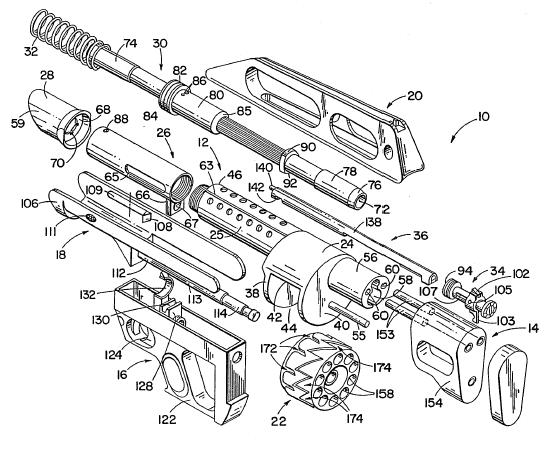
Image éclatée montrant les composants du Pancor Jackhammer.

Le Pancor Jackhammer est un fusil de chasse automatique de calibre 12 américain conçu par John Anderson pour la société Pancor Corporation, au Nouveau-Mexique.
C'est un des rares fusils de chasse complètement automatique et, bien qu'il fût breveté en 1987, il ne fut jamais produit en grande quantité. Vers la fin des années 1990, le propriétaire actuel du design (Mark III) essaya de vendre les brevets, les prototypes et les droits de production pour 350 000 $.
Son apparence distinctive et son design futuriste l'ont rendu populaire dans les séries télévisées d'action, les films et les jeux vidéo.

## Spécifications techniques
Le Pancor Jackhammer est construit en grande partie en polytéréphtalate d'éthylène afin de réduire son poids (sauf le canon). Il est de structure bullpup, ce qui permet d'intégrer un canon de 525 mm dans un ensemble de seulement 787 mm. Il est alimenté par un barillet d'une capacité de dix cartouches conventionnelles de calibre 12.
Il pèse 4,57 kg et dispose d'une fréquence de tir maximale de 240 coups/min. La rotation du tambour est très similaire à celle du revolver semi-automatique Webley-Fosbery (en).

## Aspects légaux
Le Jackhammer Pancor est entièrement automatique et donc considéré comme une mitrailleuse aux États-Unis et, en vertu du National Firearms Act (en) (NFA) de 1934, il est réglementé comme tel par le Bureau of Alcohol, Tobacco, Firearms and Explosives.

## Dans la culture populaire

### Films
- Total Recall

### Séries télévisées
- Stargate SG1

### Jeux vidéo
- Battlefield 2
- Battlefield 3 (DLC « Back to Karkand »)
- Cold Winter
- Cross Fire
- Crysis 3 (« Jackhall Hammer »)
- Dead Trigger 2
- Delta Force: Land Warrior (en)
- Fallout 2 et Fallout Tactics
- Far Cry
- Just Cause 3
- Max Payne
- Project IGI
- Strike Forces Heroes 2 (version PC seulement)
- Thing Thing Arena 3
- Tom Clancy's Ghost Recon Phantoms (« M3A1 »)
- Wasteland 2